# Astoria (Metró Budapest)
Astoria ist eine 1970 eröffnete Station der Linie M2 der Metró Budapest und liegt zwischen den Stationen Blaha Lujza tér und Deák Ferenc tér.
Die Station befindet sich in der Nähe der Großen Synagoge im V. Budapester Bezirk (Belváros-Lipótváros).

## Galerie

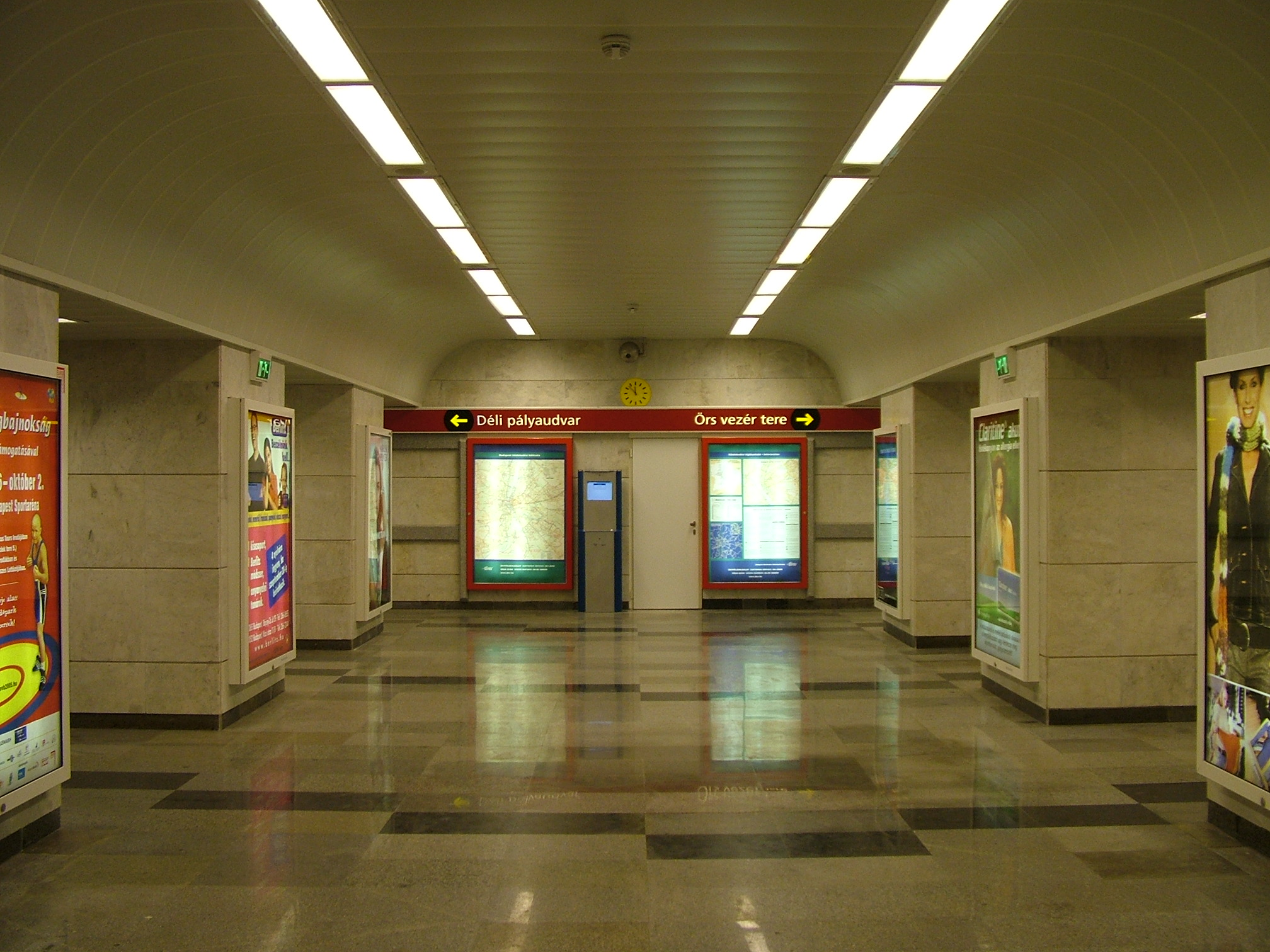
Mittlere Röhre
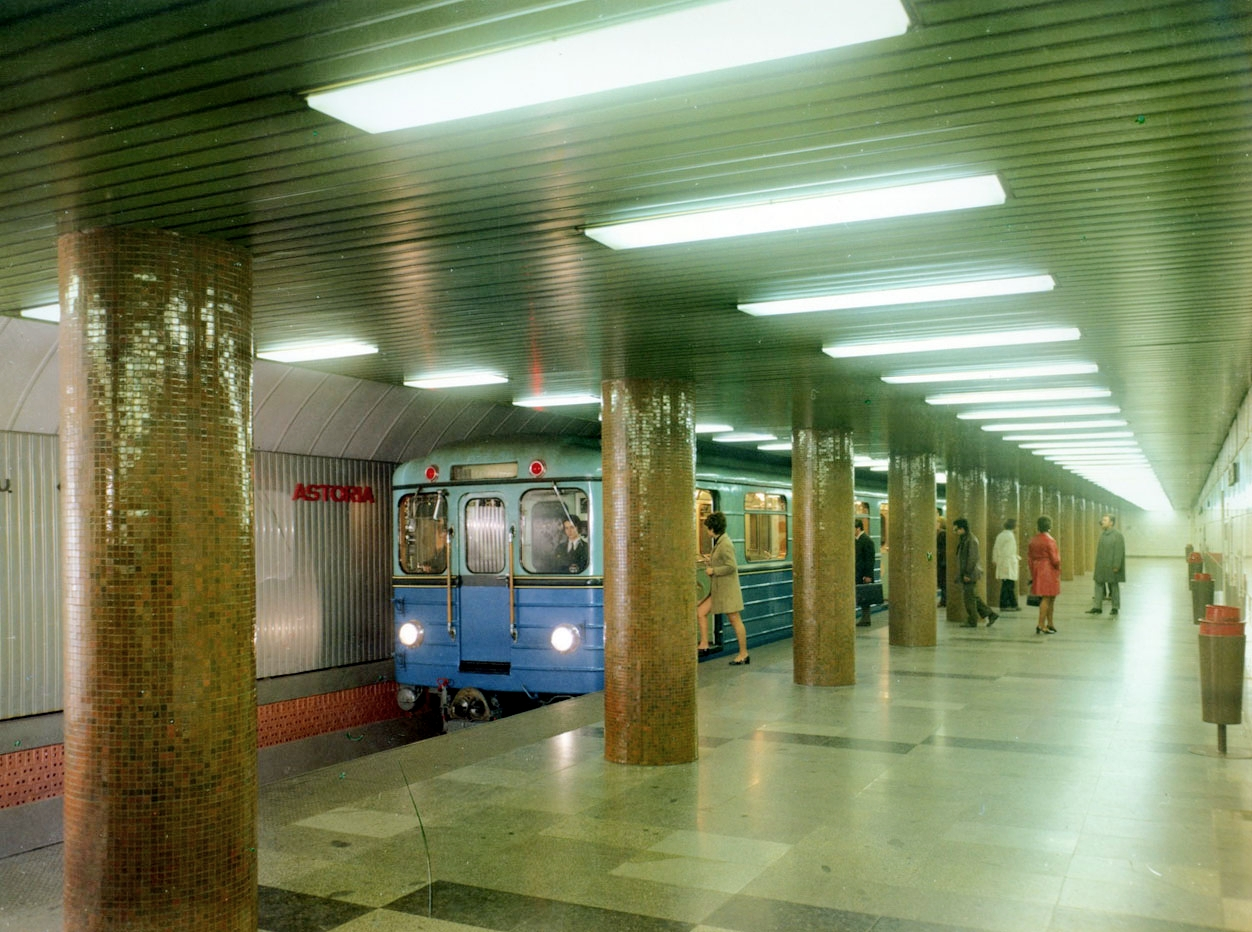
Historisches Bild (1971)